# 德爾泰
德爾泰，滿洲人，清朝政治人物、繙譯進士。
乾隆四年，登繙譯進士，授刑部額外主事。乾隆八年，任刑部滿主事。后改右春坊右中允，乾隆十五年，任內閣會典館滿纂修官、日講起居注官。乾隆十七年，任詹事府少詹事。后任通政使司副使。乾隆三十四年，任光祿寺卿。乾隆三十九年，任太僕寺卿，兼佐領。乾隆四十一年，任太常寺卿。乾隆四十三年，任大理寺卿。